# Sokół AZS AWF Katowice
Sokół AZS AWF Katowice – polska kobieca drużyna siatkarska, działająca w Katowicach.

## Nazwy klubu
- do 2010 KU AZS Uniwersytetu Śląskiego Katowice
- 2010–2011 UKS Sokół 43 KU AZS UŚ Prowellness Katowice
- od 2011 – Sokół AZS AWF Katowice

## Sukcesy
- 2. miejsce: 2017 II Memoriał Krzysztofa Turka
- 2. miejsce: 2019 IV Memoriał Krzysztofa Turka